# Una casa alla fine del mondo (film)
Una casa alla fine del mondo (A Home at the End of the World) è un film del 2004 diretto da Michael Mayer, basato sull'omonimo romanzo di Michael Cunningham, vincitore di un premio Pulitzer.

## Trama
Due amici, Bobby e Jonathan, vivono la loro infanzia a Cleveland ed instaurano una profonda complicità che li porterà ad essere più che amici. Per via del college si perdono di vista, per poi ritrovarsi anni dopo a New York, dove Jonathan, dichiaratamente gay, vive con la stravagante amica Clare. Bobby andrà a vivere con loro e intraprenderà una relazione con Clare. L'amicizia dei due verrà messa a dura prova da questa relazione ma la nascita di una bambina farà riunire il trio. Arrivano però gli anni dell'AIDS.

## Produzione
Alcune scene di nudo integrale dell'attore Colin Farrell sono state cancellate perché distraevano troppo gli spettatori.

## Distribuzione
Prima di essere distribuito negli USA, il film è stato presentato al New York Lesbian and Gay Film Festival, al Nantucket Film Festival, al Provincetown International Film Festival, al San Francisco International Lesbian and Gay Film Festival, e al Los Angeles Gay and Lesbian Film Festival. L'incasso totale al cinema è stato di $1,548,955.